# Deutzia hatusimae
Deutzia hatusimae är en hortensiaväxtart som beskrevs av H. Ohba, L. M. Niu och T. Minamitani. Deutzia hatusimae ingår i släktet deutzior, och familjen hortensiaväxter. Inga underarter finns listade i Catalogue of Life.